# Киотская конвенция
Киотская конвенция - международная конвенция об упрощении и гармонизации таможенных процедур была заключена в Киото 18 мая 1973 г., последняя редакция вступила в силу 3 февраля 2006 г.  Киотская конвенция является универсальным кодифицированным международно-правовым актом в области таможенного дела, регулирующим практически все таможенные вопросы.  Конвенция, с одной стороны, направлена на стимулирование внешнеторговой деятельности путём упрощения и ускорения процедур таможенного оформления и таможенного контроля, а с другой стороны – на то, чтобы такое ускорение и упрощение не привели к нанесению ущерба интересам государства и общества (в части пополнения доходной части государственного бюджета и защиты внутреннего рынка).

## Структура
Структурно Конвенция состоит из текста Конвенции, а также Генерального и Специального приложения. Генеральное приложение содержит базовые принципы и подходы к таможенному регулированию, его положения применяются ко всем институтам таможенного дела. Принятие Генерального приложения к Конвенции является обязательным для присоединяющейся к Конвенции страны.
Специальные приложения посвящены отдельным процедурам и режимам. При присоединении к Конвенции договаривающаяся сторона вправе принять любое из них, либо вообще не принимать ничего из Специальных приложений. Хотелось бы обратить внимание на то, что в формулировках Специальных приложений не оговаривается применение либо неприменение мер нетарифного регулирования ВЭД, то есть положения Конвенции не препятствуют применению национального законодательства в отношении запретов и ограничений, применяемых к товарам, подлежащим таможенному контролю.

## Принципы
Положения Конвенции сформулированы не в виде норм прямого действия, а в виде принципов, призванных выработать на их основе конкретные правила регулирования тех или иных процедур, что позволит найти баланс между ускорением и упрощением таможенных формальностей как мерой содействия внешнеторговой деятельности и обеспечением надежности таможенного контроля, то есть достичь компромисса между интересами бизнес — сообщества и государства.
Киотской конвенцией зафиксированы следующие семь специальных принципов международного таможенного права:
1. реализация программ, направленных на непрерывное совершенствование таможенных процедур с целью повышения их эффективности;
2. предсказуемое, последовательное и четкое выполнение таможенных процедур и осуществление таможенной деятельности;
3. предоставление заинтересованным сторонам всей необходимой информации, о таможенном законодательстве, административных распоряжениях и процедурах;
4. применение современных методов таможенного контроля, а также максимально широкое использование информационных технологий;
5. сотрудничество во всех приемлемых случаях с другими государственными органами, другими таможенными службами иностранных государств и бизнесом;
6. соблюдение на практике соответствующих международных стандартов;
7. принцип обеспечения беспрепятственного доступа заинтересованным сторонам к административным и судебным процедурам обжалования.

Главный принцип, проходящий через все положения Киотской конвенции, связан с необходимостью упрощения таможенных процедур в целях ускорения внешнеторгового товарооборота, содействия торговле и снятия необоснованных административных барьеров. При этом Конвенция содержит и ряд вполне конкретных предписаний, указывающих на то, в каких формах государство в лице таможенной службы должно строить свои отношения с бизнес — сообществом.
В соответствии с философией Киотской конвенции таможенный контроль как способ обеспечения надлежащего применения таможенного законодательства и соблюдения предписаний других подзаконных и нормативных актов должен осуществляться при максимальном облегчении условий для международной торговли. Поэтому таможенный контроль должен ограничиваться минимумом, необходимым для достижения основных целей, и должен осуществляться на основе выборочности и при максимально возможном применении методов управления рисками. Для совершенствования таможенного контроля таможенные службы должны, где это возможно, использовать информационные технологии. Областями применения информационных технологий могут быть сбор и обработка данных, документальный контроль, система управления рисками и т. п.
Также Киотская конвенция предусматривает, что таможенные службы должны устанавливать и поддерживать официальные отношения консультативного характера с участниками внешней торговли в целях развития сотрудничества и содействия их участию во внедрении наиболее эффективных методов работы, согласующихся с национальным законодательством и международными договорами.